# Brassolis rufescens
Brassolis rufescens är en fjärilsart som beskrevs av Rothschild 1916. Brassolis rufescens ingår i släktet Brassolis och familjen praktfjärilar. Inga underarter finns listade i Catalogue of Life.